# Sparisoma axillare
Sparisoma axillare là một loài cá biển thuộc chi Sparisoma trong họ Cá mó. Loài này được mô tả lần đầu tiên vào năm 1878.

## Từ nguyên
Tính từ định danh của loài trong tiếng Latinh có nghĩa là "thuộc về nách", hàm ý đề cập đến đốm đen lớn ở gốc vây ngực.

## Phạm vi phân bố và môi trường sống
Trước đây, S. axillare được xác định nhầm là Sparisoma rubripinne vì cá cái và đực của hai loài thoạt nhìn có hình thái tương đối giống nhau. Moura và cộng sự (2001) đã xác nhận lại rằng S. axillare là một loài đặc hữu của Brasil.
Từ rạn san hô Manoel Luis, S. axillare được ghi nhận trải dài đến bờ biển bang Santa Catarina, cũng như các đảo đại dương ngoài khơi, gồm Fernando de Noronha, đảo san hô Rocas, Trindade và Martin Vaz.
S. axillare sống gần các rạn san hô, những mỏm đá ngầm mọc đầy tảo hoặc trong thảm cỏ biển ở độ sâu đến ít nhất là 54 m.

## Mô tả
S. axillare có chiều dài cơ thể tối đa được biết đến là gần 44 cm. S. axillare đực trưởng thành dễ dàng phân biệt với S. rubripinne nhờ vào vùng màu vàng tươi đặc biệt trên gốc vây ngực, viền đen ở hai thùy đuôi, vây lưng và vây hậu môn màu vàng. Màu nền cơ thể nhìn chung là trắng xám ở S. axillare và xanh lục lam ở S. rubripinne.
S. axillare cái và đực đang lớn có màu xám nâu với một vệt vàng ở hai bên thân (không có ở S. rubripinne giai đoạn này), và thiếu đi vệt vàng trên cuống và vây đuôi như S. rubripinne. Hơn nữa, S. axillare có đầu (nhìn nghiêng) tròn hơn so với S. rubripinne.
Cá trưởng thành có thân hình bầu dục thuôn dài, vảy lớn. Cá con có màu ô liu với hai dải sọc trắng dọc chiều dài cơ thể và một đốm đen ở phía sau nắp mang.
Số gai vây lưng: 9; Số tia vây ở vây lưng: 10; Số gai vây hậu môn: 3; Số tia vây ở vây hậu môn: 9.

## Sinh thái học
Thức ăn của S. axillare chủ yếu là tảo. Loài này sinh sản quanh năm. Như những loài Sparisoma khác, S. axillare là một loài lưỡng tính tiền nữ, tức cá cái có thể chuyển đổi giới tính thành cá đực vào một thời điểm nào đó trong đời.
Các loài cá mó thường dùng phiến răng để cạo lấy tảo bám trên bề mặt đá và san hô. Ở Fernando de Noronha, các rạn san hô của khu vực này được cấu thành từ đá bazan, cứng hơn nhiều so với calci cacbonat (thành phần chính cấu tạo nên hầu hết các rạn san hô khác) nên dễ làm hư tổn đến răng của S. axillare và hai loài Sparisoma khác là Sparisoma amplum và Sparisoma frondosum. Tổn thương răng chỉ được ghi nhận ở cá trưởng thành của 3 loài này, với hai dạng tổn thương được ghi nhận là gãy răng và toàn bộ phiến răng nhô ra khỏi miệng.
S. axillare được dọn vệ sinh bởi cá bống biển Elacatinus figaro và cá bướm gai Pomacanthus paru.

## Thương mại
S. axillare được nhắm mục tiêu đánh bắt trong ngành thủy sản thương mại và cũng được nuôi làm cá cảnh.

### Trích dẫn
- "A new parrotfish (Scaridae) from Brazil, and revalidation of Sparisoma amplum (Ranzani, 1842), Sparisoma frondosum (Agassiz, 1831), Sparisoma axillare (Steindachner, 1878) and Scarus trispinosus Valenciennes, 1840" (PDF). Bulletin of Marine Science. Quyển 68 số 3. 2001. tr. 505–524. {{Chú thích tạp chí}}: Đã bỏ qua tham số không rõ |authors= (trợ giúp)